# 영통로
영통로(Yeongtong-ro)는 경기도 화성시 반월동 반월삼거리에서 용인시 기흥구 영덕동을 잇는 도로이다.

## 주요 경유지
경기도
- 화성시 (반월동) - 수원시 영통구 (망포동 . 영통동) - 용인시 기흥구 (영덕동)

## 노선
| 이름            | 접속 노선                   | 소재지        | 소재지        | 소재지        | 비고                 |
| 효행로와 직결   | 효행로와 직결               | 효행로와 직결 | 효행로와 직결 | 효행로와 직결 | 효행로와 직결        |
| --------------- | --------------------------- | ------------- | ------------- | ------------- | -------------------- |
| 반월삼거리      | 삼성1로                     | 화성시        | 반월동        | 반월동        | 지방도 제313호선구간 |
| (이름없음)      | 국도 제43호선 (봉영로)      | 수원시        | 영통구        | 망포동        | 지방도 제313호선구간 |
| 태장사거리      | 태장로 영통로130번길        | 수원시        | 영통구        | 망포동        | 지방도 제313호선구간 |
| 태장초교사거리  | 영통로153번길 영통로154번길 | 수원시        | 영통구        | 망포동        | 지방도 제313호선구간 |
| 당암사거리      | 영통로173번길 영통로174번길 | 수원시        | 영통구        | 망포동        | 지방도 제313호선구간 |
| 망포역사거리    | 덕영대로                    | 수원시        | 영통구        | 망포동        | 지방도 제313호선구간 |
| 신나무실사거리  | 영통로290번길               | 수원시        | 영통구        | 망포동        |                      |
| 난방공사 교차로 | 매영로                      | 수원시        | 영통구        | 영통동        |                      |
| 영덕중삼거리    | 청명로                      | 수원시        | 영통구        | 영통동        |                      |
| 청명고삼거리    | 청명북로                    | 수원시        | 영통구        | 영통동        |                      |
| 황곡초교삼거리  | 영통로501번길 영통로514번길 | 수원시        | 영통구        | 영통동        |                      |
| (이름없음)      | 국도 제42호선 (중부대로)    | 용인시        | 기흥구        | 영덕동        |                      |

## 주요 건물및 시설
- 버거킹 수원망포점 (영통로 108/망포동 535-18)
- 하나은행 신영통지점 (영통로 115/망포동 558)
- 아성다이소 수원망포점 (영통로 118/망포동 559-5)
- KB국민은행 신영통지점 (영통로 120/망포동 557-1)
- 던킨 수원신영통점 (영통로 124/망포동 542-11)
- 기아자동차 망포대리점 (영통로 125/망포동 542-5)
- 올리브영 수원망포점 (영통로 127/망포동 543-2)
- KT플라자 신영통점 (영통로 136/망포동 386)
- 신협 동수원신협 영통지점 (영통로 135/망포동 383-12)
- 투썸플레이스 (영통로 135/망포동 383-12)
- 태장파출소 (영통로 143/망포동 396-1)
- 스타벅스 수원망포역점 (영통로 195/망포동 322-3)
- 우리은행 망포역지점 (영통로 195/망포동 322-3)
- 써브웨이 수원망포역점 (영통로 195/망포동 322-3)
- 영동중학교 (영통로 225/신동 330-1)
- 태장고등학교 (영통로 250/영통동 973-2)
- 신영초등학교 (영통로 266/영통동 972-3)
- S-OIL 유신주유소 (영통로 299/매탄3동 548-5)
- 영통중학교 (영통로 316/영통동 964-2)
- HD현대오일뱅크 직영 영통제일셀프 셀프주유소 (영통로 317/매탄3동 540-5)
- 영통초등학교 (영통로 328/영통동 963-3)
- 수원시체육문화센터 (영통로 383/영통동 962-3)
- 영통구보건소 (영통로 396/영통동 961-18)
- 영덕초등학교 (영통로 438/영통동 957-2)
- 경기수원외국인학교 (영통로 451/영통동 29-3)
- CU 영통대우동신점 (영통로 460/영통동 956-2)
- 청명고등학교 (영통로 466/영통동 956-1)
- 이마트24 황골주공점 (영통로 498/영통동 955-*)
- GS25 황골주공점 (영통로 513/영통동 954-1)
- 홈플러스 익스프레스 수원영통점 (영통로 514/영통동 955-5)
- 황곡초등학교 (영통로 518/영통동 948-3)